# 26
 Тази статия е за 26-ата година от новата ера.  За числото 26 вижте 26 (число).  За други значения вижте 26 (пояснение).
26 (двадесет и шеста) година е обикновена година, започваща във вторник по юлианския календар.

## Събития

### В Римската империя
- Тринайсета година от принципата на Тиберий Юлий Цезар Август (14 – 37 г.).
- Консули на Римската империя са Гней Корнелий Лентул Гетулик и Гай Калвизий Сабин.
- Суфектконсули стават Луций Юний Силан и Гай Велей Тутор.
- Клавдия Пулхра, праплеменница на император Август, е съдена по обвинения, повдигнати от Гней Домиций Афер, включващи опит да отрови Тиберий, магьосничество срещу императора и прелюбодеяние. Поради това Агрипина Стара обвинява Тиберий в гонения срещу роднините на Август.[1]
- Император Тиберий напуска Рим, за да се установи на остров Капри.[2]
- Пилат Понтийски става префект на Юдея.[2]

#### В Тракия
- Въвеждането на военна повинност от страна на римляните предизвиква въстание, което е потушено след намесата на римски войски.[3]

## Починали
- Марк Азиний Агрипа, римски политик
- Клавдия Пулхра, римска аристократка